# Viola escarapela
Viola escarapela là một loài thực vật có hoa trong họ Hoa tím. Loài này được J.M. Watson & A.R. Flores mô tả khoa học đầu tiên năm 2003.